# Vydra (râu)
Vydra (în germană Widra) este un râu din Republica Cehă care curge prin regiunea Plzeň. Este cursul superior al Otavei, dar de obicei este considerat un râu separat. Până la confluența sa cu râul Křemelná, de unde continuă ca Otava, Vydra are o lungime de 23,7 kilometri (14,7 mi). Bazinul hidrografic al râului Vydra are o suprafață de 146,2 kilometri pătrați (56,4 mi2). Debitul mediu la gura sa de vărsare este de 4,13 m³/s.

## Etimologie
Numele său are sensul de „vidră” în limba cehă. Râul a fost numit după vidrele eurasiatice care au apărut pe lângă râu.

## Geografie

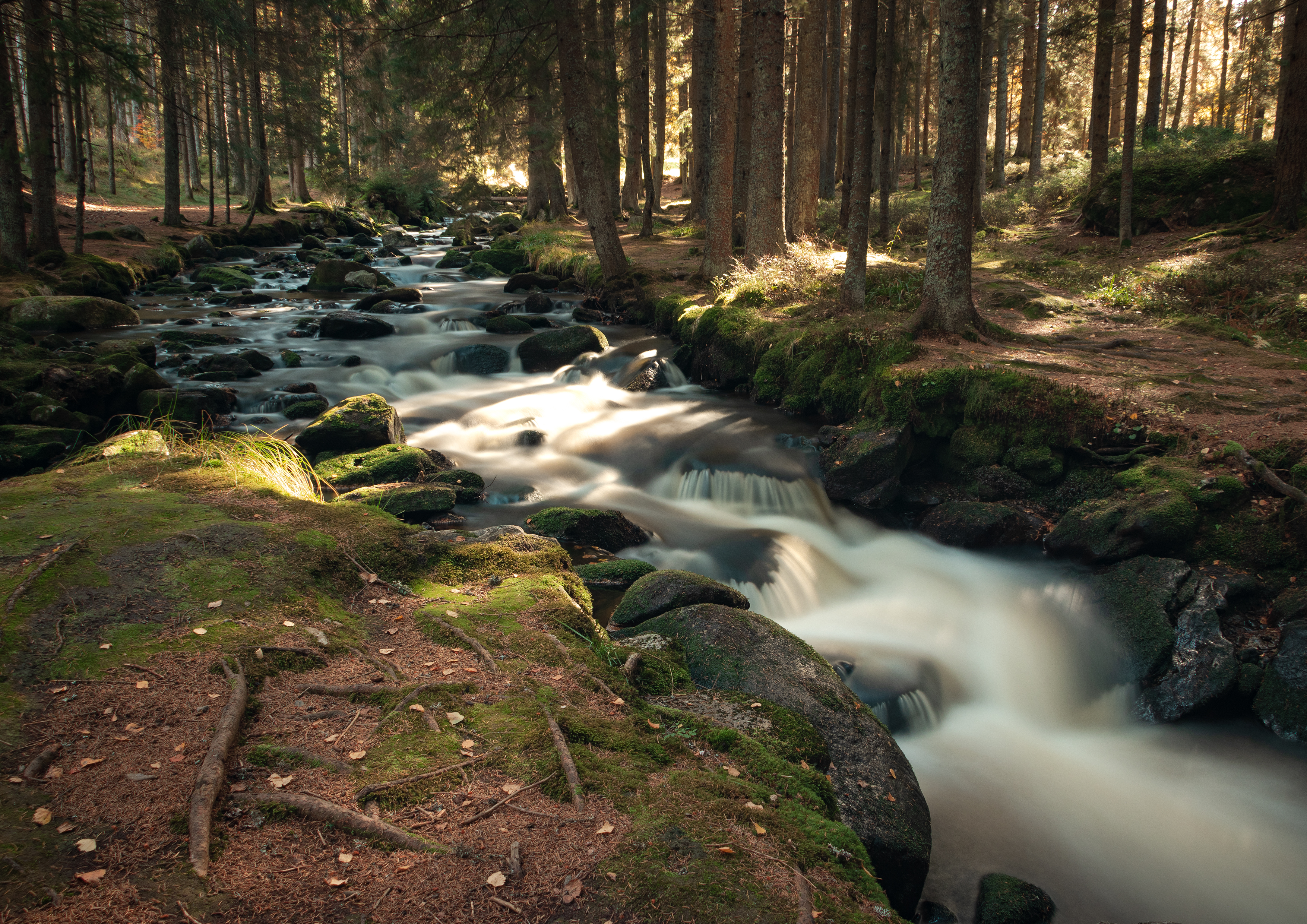
Albia tipică a râului Vydra

Din punct de vedere al gospodăririi apelor, Otava și Vydra sunt două râuri diferite, cu numerotare separată a kilometrilor de râu . Vydra se formează prin confluența treptată a mai multor pârâuri cu propriile nume, dar sursele principale sunt considerate ca parte integrantă a râului Vydra. Vydra își are originea pe teritoriul comunei Modrava⁠(d) din lanțul montan al Munților Pădurea Boemiei, pe versantul nordic al Muntelui Lusen⁠(d) (în cehă Luzný), la frontiera de stat ceho-germană, la o altitudine de 1.210 m (3.970 ft).
Sursa sa principală se numește Luzenský potok; după confluența sa cu Březnický potok, continuă ca Modravský potok. În centrul satului Modrava, după confluența acestuia cu Filipohuťský potok și Roklanský potok, râul continuă spre nord ca Vydra.
Vydra curge spre Hartmanice, unde se unește cu râul Křemelná la o altitudine de 627 m (2.057 ft) și continuă ca Otava. Lungimea sa totală este de 23,7 kilometri (14,7 mi). De la confluența pârâurilor Modravský potok și Roklanský potok, râul are o ungime de 11,8 kilometri (7,3 mi) și este considerat „curs de apă semnificativ” conform legii care definește îngrijirea cursurilor de apă. Bazinul hidrografic al râului Vydra are o suprafață de 146,2 kilometri pătrați (56,4 mi2). Debitul mediu la gura sa de vărsare este de 4,13 m3/s.
Cei mai lungi afluenți ai râului Vydra sunt:
| Nume afluent    | Lungime (km) | Afluent de |
| --------------- | ------------ | ---------- |
| Roklanský potok | 14.7         | stânga     |
| Hamerský potok  | 8.9          | dreapta    |
| Hrádecký potok  | 5.6          | stânga     |

## Curs
Pe lângă Modrava⁠(d), râul curge prin teritoriile comunelor Srní⁠(d) și Rejštejn⁠(d) până când ajunge în vârful de sud-est al teritoriului comunei Hartmanice, unde se unește cu râul Křemelná și continuă ca Otava.

## Turism
Întregul curs al râului este situat în Parcul Național Šumava. Valea râului de lângă Srní este printre cele mai vizitate locuri ale parcului național. Un traseu educativ trece prin această vale.
Vydra este potrivit pentru turismul fluvial. Pe o lungime de 4,8 km este navigabil, dar este potrivit doar pentru vâslașii experimentați din cauza repezișurilor și cascadelor numeroase.
Pe cursul inferior al râului se află o mică centrală hidroelectrică. Aceasta a fost construit între 1937–1942. Centrala a inclus o expoziție despre utilizarea resurselor energetice din Munții Pădurea Boemiei, dar a fost închisă în 2021.